# Le Mont-sur-Lausanne
Le Mont-sur-Lausanne es una comuna suiza del cantón de Vaud, situada en el distrito de Lausana. Limita al norte con la comuna de Cugy, al este con Lausana y Epalinges, al sur con Lausana, y al oeste con Romanel-sur-Lausanne y Lausana.